# 밀양 표충사 제영록 목판
밀양 표충사 제영록 목판(密陽 表忠寺 題詠錄 木板)은 대한민국 경상남도 밀양시 단장면. 표충사에 있는 책판이다. 
1990년 1월 16일 경상남도의 유형문화재 제272호 표충사 제영록 책판으로 지정되었다가, 2018년 12월 20일 현재의 명칭으로 변경되었다.

## 개요
표충사를 건립하게 된 이유, 위치 등 표충사에 대한 여러 글들을 모은 것으로 김상집이 지은 것이다. 이 책판의 간행연대는 알 수 없으나, 표충사당의 위치와 건립하게 된 배경 및 취지 등 표충사의 내력이 수록되어 있으며, 모두 7권으로 되어 있다. 당시 대문호였던 교산 허균(1569∼1618)에게 이 간행의 서문을 썼고 발문은 승려 뇌묵당이 광해군 4년(1612)에 썼다.
이 책판은 표충사의 내력 및 사명대사의 활동과 전공을 알 수 있는 직접적인 자료로 임진왜란에 대한 역사기록을 보완해주는 자료로 평가된다.

## 같이 보기
- 표충사
- 사명대사
- 임진왜란

## 참고 자료
- 표충사제영록책판 - 국가유산청 국가유산포털